# Тачки на дороге
«Та́чки на дороге» (англ. Cars on the Road) — американский компьютерно-анимационный веб-сериал, созданный студией Pixar для стримингового сервиса Disney+ и основанный на медиафраншизе «Тачки». Оуэн Уилсон и Ларри-кабельщик озвучивают Молнию Маккуина и Мэтра соответственно. Премьера сериала состоялась 8 сентября 2022 года, в День Disney+. Сценаристом сериала является Стив Перселл, а продюсером — Марк Сондхаймер.

## Сюжет
Действие сериала происходит спустя несколько месяцев после событий фильма «Тачки 3». Молния Маккуин и его лучший друг Мэтр отправляются на свадьбу сестры последнего по трассам США. В каждом эпизоде персонажи оказываются в различных ситуациях, к примеру их преследуют динозавроподобные автомобили. Сюжет в основном разворачивается в новых локациях и представляет новых персонажей, хотя также появляются персонажи из оригинальных фильмов.

## Роли озвучивали
- Оуэн Уилсон — Молния Маккуин[2]
- Ларри-кабельщик — Мэтр[2]
- Бонни Хант — Салли Каррера
- Дженифер Льюис — Фло
- Чич Марин — Рамон
- Ллойд Шерр[англ.] — Филмор
- Тони Шалуб — Луиджи
- Гуидо Куарони — Гвидо
- Кинта Брансон — Айви[3]
- Кристела Алонсо — Круз Рамирез
- Дана Пауэлл — Мато
- Оскар Камачо — Матео
- Таня Гунади — Лиза
- Рут Ливир[англ.] — Луиза
- Стив Перселл — Рэнди / призрачный автомобиль
- Мэтт Янг Кинг — Клатч Гумбольдт / призрачный автомобиль / Крю Питти
- Кэти Холли — Демон скорости
- Маса Кансоме — Нориюки
- Токс Олагундойе — Маргарет Моторрей / Шеф
- Гэбби Саналитро — Грисволд
- Меган Кэвэна[англ.] — Мэй Пиллар-Дурев / Белла Кадавр
- Хейден Бишоп — Кей Пиллар-Дурев
- Секунда Вуд — продюсер Brakelight Pictures
- Мэтт Лоу — сотрудники Brakelight Pictures
- Зино Робинсон[англ.] — Ланс Сценарист / Джереми
- Дэйв Фенной[англ.] — городской маршал / Джастис Штерн
- Том Бромхед — капитан Длинная нога
- Дебра Кардона — Скват

Второстепенные роли озвучивают Дебра Кардона, Дэйв Фенной, Мэтт Лоу, Токс Олагундойе, Секунда Вуд, Таня Гунади, Марабина Джеймс, Кристиан Ланц, Рут Ливир, Карлос Алазраки, Хейден Бишоп, Меган Кэвэна, Терри Дуглас Робин Аткин Даунс, Индия Дюпре, Кемма Филби, Маса Каноме, Скотт Менвиль, Мэтт Янг Кинг, Зино Робинсон, Джейн Карр, Джессика Чайлдресс, Джеймс Харпер, Джефф Льюис, Рэйчел Онсман, Том Бромхед, Уинди Вагнер, Гэбби Саналитро и Оскар Камачо. Лиззи появляется в первом эпизоде в качестве немого камео в связи со смертью озвучившей её актрисы Кэтрин Хелмонд.

## Список серий
| № | Название                               | Режиссёр      | Автор сценария               | Дата премьеры   |
| --- | -------------------------------------- | ------------- | ---------------------------- | --------------- |
| 1 | «Dino Park» «Парк динозавров»          | Стив Перселл  | Стив Перселл                 | 8 сентября 2022 |
| Мэтр уезжает из Радиатор-Спрингс на пару дней чтобы побывать на свадьбе своей сестры Мато. Молния МаКкуин вызывается поехать с ним. По пути они останавливаются в музее динозавров, где Мэтр оказывается напуган статуями динозавров. Мэтр засыпает и видит сон, в котором он и МаКкуин в виде динозавров атакованы другими динозаврами. |                                        |               |                              |                 |
| 2 | «Lights Out» «Туши свет»               | Стив Перселл  | Стив Перселл                 | 8 сентября 2022 |
| Из-за бури Мэтр и Молния вынуждены остановиться в страшном мотеле с жутким администратором. Мэтр напуган этим местом, а Молния уверяет его, что бояться нечего, и когда тот засыпает, отправляется исследовать мотель. На Молнию начинают охоту несколько призраков и он возвращается в номер под утро страшно испуганным. Друзья покидают мотель, а в последней сцене призрак смеётся в камеру. |                                        |               |                              |                 |
| 3 | «Salt Fever» «Соляная лихорадка»       | Брайан Фи     | Стив Перселл                 | 8 сентября 2022 |
| МакКуин и Мэтр попадают на солончак, где гонщиками предлагают им погонять. Механики устанавливают Мэтру ускорители. Маккуин обеспокоен подобным, и когда Мэтр принимает участие в заезде, ускорители ломаются и его подбрасывает в воздух. Душа Мэтра покидает тело и он встречает Демона Скорости - автомобильную версию Ангела Смерти. Мэтру удаётся вернутся в тело и успешно приземлиться, используя свой крюк. Рассерженная рекордами, установленными Мэтром, толпа вынуждает его и Молнию покинуть солончак.              |                                        |               |                              |                 |
| 4 | «The Legend» «Легенда»                 | Брайан Фи     | Стив Перселл                 | 8 сентября 2022 |
| Во время кемпинга на горе Мэтр встречает группу исследователей, ищущих Снежного человека и Мэтр соглашается от имени себя и МакКуина помочь им. МакКуина ловит Снежный человек, которой на самом деле оказывается Айви - монстр-траком, сбежавшей в горы, потому что ей не нравилось разбивать машины ради шоу. Мэтр находит их и вместе троица отпугивает исследователей, притворившись инопланетянами. Айви решает присоединиться к друзьям в их путешествии.                                                                 |                                        |               |                              |                 |
| 5 | «Show Time» «Представление начинается» | Бобби Подеста | Стив Перселл                 | 8 сентября 2022 |
| МакКуин, Мэтр и Айви посещают автомойку. Они замечают бродячий цирк, куда Молния не хочет заходить из-за боязни клоунов. Айви предлагают выступить как монстр-трак, раздавив пару машин, но вместо этого она танцует и поражает своим талантом всех вокруг. Получив приглашение выступать в цирке, она прощается с Молнией и Мэтром. |                                        |               |                              |                 |
| 6 | «Trucks» «Грузовики»                   | Бобби Подеста | Стив Перселл                 | 8 сентября 2022 |
| Мэтр и Маккуин попадают на заправку, где грузовики начинают петь песню о важности грузоперевозок и Мэтр становится главным лицом полноценного музыкального клипа. |                                        |               |                              |                 |
| 7 | «B-Movie» «Кино-мусор»                 | Брайан Фи     | Стив Перселл                 | 8 сентября 2022 |
| Главные герои попадают на съёмки кинофильмов. Молнию Маккуина приглашают сняться в качестве приглашенной звезды. Но актёр из Молнии вышел никудышным, поэтому его заменяет Мэтр и режиссёры с операторами видят в нем огромный потенциал. Мэтру дают много разных ролей в различных фильмах, однако вскоре у фильмов меняется концепция и Маккуина с Мэтром не принимают на дальнейшие съёмки. |                                        |               |                              |                 |
| 8 | «Road Rumblers» «Дорожные колымаги»    | Стив Перселл  | Стив Перселл                 | 8 сентября 2022 |
| Молния Маккуин и Мэтр встречают несколько тачек в стиле "Безумного Макса" и вместе с ними они оказываются втянуты в войну против электрокаров. Все заканчивается мирно, однако один из участников выпускает ракету, которая приземляется на один из электрокаров, после чего снова начинаются сражения. |                                        |               |                              |                 |
| 9 | «Gettin’ Hitched» «Цепи брака»         | Бобби Подеста | Бобби Подеста и Стив Перселл | 8 сентября 2022 |
| Мэтр и Маккуин наконец-то добираются до места свадьбы сестры первого. Там они встречаются с Круз Рамирез, которая является сестрой жениха Мато. Мэтр и Мато, как настоящие брат и сестра, начинают выяснять кто из них круче. В итоге Мато одерживает победу и у неё с Мэтром происходит небольшая ссора, но чуть позже они мирятся. Наступает время свадьбы и Мэтр задвигает душетрепещущий тост, после чего Мато с её женихом уезжают, а главные герои решают ехать обратно домой, тем самым намекая на 2 сезон мультсериала. |                                        |               |                              |                 |

## Производство

### Разработка

Официальный логотип.

10 декабря 2020 года, в День инвесторов Disney, Pixar объявили о том, что в разработке находится мультсериал, в котором Молния Маккуин и Мэтр будут путешествовать по стране и встречать друзей, как новых, так и старых, и его премьера на Disney+ ожидается осенью 2022 года. Также было объявлено, что сценаристом сериала стал Стив Перселл, а продюсером — Марк Сондхаймер, и что Перселл, Бобби Подеста и режиссёр «Тачек 3» Брайан Фи срежиссируют эпизоды сериала. По словам Сондхаймера, режиссёры работали вместе, чтобы сохранить целостность сюжета. 12 ноября 2021 года было объявлено, что мультсериал будет называться «Тачки на дороге». Производство заняло в общей сложности 15 месяцев. По словам Перселла, несколько концепций для эпизодов были неиспользованными, и он надеется использовать их в возможном втором сезоне.

### Сценарий
Создателям хотелось, чтобы сериал был короткометражным, поскольку они считали это лучшим способом исследовать концепцию дорожного путешествия, а также отношений Маккуина и Мэтра, поскольку продюсером казалось недостаточно общего экранного времени, уделённого им ранее. Каждый эпизод выполнен в разных направленностях и жанрах. Идея сериала была предложена Перселлом, вдохновлённым путешествиями, в которые он отправлялся в детстве со своей семьёй; он хотел исследовать то, как Маккуин и Мэтр отреагируют на поиски себя в различных сценариях. По словам Перселла, сюжет каждого из эпизодов придумывался исходя из общего сценария, после чего съёмочная группа выбирала идеи, которые уместны в мире «Тачек» и ранее не использовались. Концепции эпизодов включают в себя истории, вдохновлённые такими фильмами, как «Безумный Макс» и «Сияние». Для взаимоотношений Мэтра с его сестрой Мейто Подеста вдохновлялся своими взаимоотношениями со своими сёстрами.

### Подбор актёров
12 ноября 2021 года было объявлено, что Оуэн Уилсон и Ларри-кабельщик повторят свои роли Молнии Маккуина и Мэтра соответственно. По словам Фи, во время записи Кабельщику и Уилсону было позволено предлагать свои идеи.

### Анимация
В одном из эпизодов присутствует флешбэк, который показывает доисторический период. При его создании аниматоры вдохновлялись работой стоп-моушен-мультипликатора Рэя Харрихаузена, чьи фильмы Перселл смотрел в детстве. Создавая движений динозавров и моментов, когда они хватают доисторические копии Маккуина и Мэтра, аниматоры отказались от шевелёнки, использованной в прочих моментах, чтобы отобразить дух фильмов Харрихаузена. Также художник-постановщик изменял освещение, чтобы в большей степени подражать его работам. Также изменениям подвергались кадры.

### Музыка
После выхода трейлера было объявлено, что Джейк Монако написал музыку ко всем девяти эпизодам. Монако также выступил соавтором заглавной темы вместе с Подестой, а исполнил её Бобби Хэмрик. В каждом эпизоде звучит вариация заставки, соответствующая его стилистике. Саундтрек, включающий в себя музыку Монако и четыре песни, в том числе две версии заглавной темы, был выпущен 5 сентября 2022 года.
Вся музыка написана Джейком Монако, если не указано иное.
| №                   | Название                                  | Автор(ы)                             | Исполнитель(и)      | Длительность |
| ------------------- | ----------------------------------------- | ------------------------------------ | ------------------- | ------------ |
| 1.                  | «Cars on the Road» (Main Title)           | Бобби Подеста                        | Бобби Хэмрик        | 0:20         |
| 2.                  | «Doo Wop in the Bucket»                   |                                      |                     | 1:54         |
| 3.                  | «Dino Park»                               |                                      |                     | 1:32         |
| 4.                  | «Matersaur»                               |                                      |                     | 1:45         |
| 5.                  | «Cars in the Carboniferous»               |                                      |                     | 0:48         |
| 6.                  | «Lights Out»                              |                                      |                     | 1:57         |
| 7.                  | «Wraith Wrock»                            |                                      |                     | 1:15         |
| 8.                  | «Cars Haunt the Road»                     |                                      |                     | 0:49         |
| 9.                  | «Salt Fever»                              |                                      |                     | 1:43         |
| 10.                 | «Speed Daemon»                            |                                      |                     | 1:18         |
| 11.                 | «Cars on the Flats»                       |                                      |                     | 0:46         |
| 12.                 | «Wayne County Cryptid Busters»            |                                      |                     | 1:20         |
| 13.                 | «The Legend»                              |                                      |                     | 2:04         |
| 14.                 | «A Reeeeal Scary Story»                   |                                      |                     | 1:45         |
| 15.                 | «Cars on the Fringe(s of Our Perception)» |                                      |                     | 1:24         |
| 16.                 | «Whale Washing»                           |                                      |                     | 0:58         |
| 17.                 | «Show Time»                               |                                      |                     | 2:07         |
| 18.                 | «Circus Velocitas»                        |                                      |                     | 1:27         |
| 19.                 | «Tip Tap Boom»                            |                                      |                     | 1:04         |
| 20.                 | «New Beginnings»                          |                                      |                     | 1:19         |
| 21.                 | «Cars in the Show»                        |                                      |                     | 0:48         |
| 22.                 | «Truckey’s»                               |                                      |                     | 1:08         |
| 23.                 | «TRUCKS»                                  | Джейк Монако, Подеста и Стив Перселл | Актёрский состав    | 3:00         |
| 24.                 | «Trucks on the Road»                      |                                      |                     | 0:37         |
| 25.                 | «B-Movie»                                 |                                      |                     | 1:55         |
| 26.                 | «Brain on Wheels»                         | Монако и Перселл                     | Кинта Брансон       | 1:04         |
| 27.                 | «Cars on the Backlot»                     |                                      |                     | 0:46         |
| 28.                 | «Road Rumblers»                           |                                      |                     | 0:58         |
| 29.                 | «Oil Cans Harry»                          |                                      |                     | 3:40         |
| 30.                 | «Brave Cars»                              |                                      |                     | 1:00         |
| 31.                 | «Charge on the Road»                      |                                      |                     | 0:39         |
| 32.                 | «Gettin’ Hitched»                         |                                      |                     | 1:43         |
| 33.                 | «Pomp & Odd Circumstances»                |                                      |                     | 1:10         |
| 34.                 | «Tow-Mater, Tow-Mato»                     |                                      |                     | 1:51         |
| 35.                 | «Mater’s Speech»                          |                                      |                     | 1:17         |
| 36.                 | «Road Back Home»                          |                                      |                     | 1:29         |
| 37.                 | «Cars on the Road»                        | Подеста и Монако                     | Хэмрик              | 2:54         |
| Общая длительность: | Общая длительность:                       | Общая длительность:                  | Общая длительность: | 53:52        |

## Премьера
«Тачки на дороге» состоят из девяти эпизодов и вышли на Disney+ 8 сентября 2022 года.

### Маркетинг
1 августа на официальном YouTube-канале Pixar вышел трейлер сериала.

## Реакция
На сайте-агрегаторе рецензий Rotten Tomatoes сериал имеет рейтинг 91 % со средней оценкой 7.00/10, основанный на 11 отзывах.
Журналист Decider Джоэл Келлер посчитал сериал классическим бадди-муви, похвалив юмор, пародии на поп-культуру и озвучку и отметив химию между Уилсоном и Кабельщиком. Полли Конуэй из Common Sense Media дала сериалу 4 звезды из 5, похвалив показ положительных посылов и примеров для подражания, отметив дружбу и открытия и посчитав сериал развлекательным благодаря его юмору и семейной направленности.